# Maroantsetra (district)
Maroantsetra is een district van Madagaskar in de regio Analanjirofo. Het district telt 209.378 inwoners (2011) en heeft een oppervlakte van 1.342 km², verdeeld over 12 gemeentes. De hoofdplaats is Maroantsetra.